# Pavie
Pavie – miejscowość i gmina we Francji, w regionie Oksytania, w departamencie Gers.
Według danych na rok 1990 gminę zamieszkiwało 2196 osób, a gęstość zaludnienia wynosiła 89 osób/km² (wśród 3020 gmin regionu Midi-Pireneje Pavie plasuje się na 162. miejscu pod względem liczby ludności, natomiast pod względem powierzchni na miejscu 422.).